# Max Wieczorek
Max Wieczorek (* 22. November 1863 in Breslau; † 25. September 1955 in Pasadena) war ein US-amerikanischer Maler mit deutschen Wurzeln.

## Leben und Werke
Wieczorek war ein Sohn von Joseph Wieczorek und dessen Ehefrau Bertha, geb. Gärtner. Er studierte bei Ferdinand Keller an der Kunstakademie in Karlsruhe und bei Max Thedy in Weimar sowie in Italien. 1889 zeichnete Ernst Eitner ihn in Gothmund, wo sie mit anderen Studienfreunden malten. 1893 zog er nach seinem Militärdienst in die Vereinigten Staaten. Er arbeitete bis 1908 in New York für Louis C. Tiffany und zog dann nach Los Angeles. 1921 wurde er naturalisiert. Er besaß ein Atelier im Hollingsworth Building in Los Angeles und wohnte in Long Beach; zu seinem Hausstand gehörten zeitweise auch ein Hausmädchen, ein Butler und ein Koch. Er erschoss sich nach dem Tod seiner Frau in seinem Haus in Pasadena und wurde im Rose Hills Memorial Park in Whittier bestattet.
Wieczorek, der unter anderem Porträts und Landschaftsbilder malte, erhielt mehrere Medaillen bei Ausstellungen.
- Porträt des George Chaffey, Union Chaffey High School in Ontario
- Christuskopf, Krotona Institute of Theosophy in Hollywood
- The Old Sycamore, Engineer’s Club in New York
- Bildnis der Tänzerin Ruth St. Denis, Denishawn School of Dancing in New York
- Foothills, Los Angeles Athletic Club

Einige Bilder kamen ins Museum, die City Hall und die Bibliothek der Virgil Jr. High School in Los Angeles.

## Familie
Seine erste Ehe schloss er mit Ida Lüer, die aus New York City stammte und mit der er zwei Töchter hatte.
- Amy Bertha Caroline [Rosel] (1899–1963) ⚭ Robert Oglesby Beardsley (1889–1957)[5]
- Maxine ⚭ Henry M. Watts Jr.

Die zweite Ehe mit Gertrud[e] Besser (1870–1951) aus Long Beach wurde am 14. März 1929 geschlossen.